# Рьорос
Рьо̀рос (на норвежки: Røros) е град и едноименна община в северната част на южна Норвегия.
Разположен е близо до левия бряг на река Глома във фюлке Сьор-Тронелаг на около 300 km на север от столицата Осло. Население 5588 жители според данни от преброяването към 1 юли 2008 г.
Първите заселници идват тук през 17 век заради залежите от медна руда. Получава статут на община на 1 януари 1838 г. Има жп гара.
Заради автентичните си сгради от дърво Рьорос е включен в Списъка на световното културно и природно наследство на ЮНЕСКО.